# Anomioserica flavipes
Anomioserica flavipes är en skalbaggsart som beskrevs av Gilbert John Arrow 1946. Anomioserica flavipes ingår i släktet Anomioserica och familjen Melolonthidae. Inga underarter finns listade i Catalogue of Life.